# Junior Stanislas
Felix Junior Stanislas, född 26 november 1989, är en engelsk före detta fotbollsspelare (yttermittfältare). 
Stanislas moderklubb är West Ham United och han spelade under sin karriär även för Burnley, Southend United och Bournemouth.

## Karriär
Den 12 oktober 2023 meddelade Stanislas att han avslutade sin fotbollskarriär.